# Shiodome
Shiodome (汐留?) è un'area commerciale e residenziale di Shinbashi a Minato, Tokyo, in Giappone, confinante con il distretto di Ginza e situata nei pressi della baia di Tokyo e del giardino di Hamarikyū. In passato nota per essere sede di un importante scalo ferroviario, a partire dai primi anni duemila è stata interessata da un massiccio sviluppo urbano che l'ha resa una delle aree più moderne di Tokyo.

## Storia
Come i quartieri vicini di Ginza e Tsukiji, Shiodome è costruita su quella che originariamente era una zona paludosa sulle rive della baia di Tokyo. Nel 1603 lo shōgun Tokugawa Ieyasu emise un ordine di edificazione dell'area, e per tutto il periodo Edo Shiodome ospitò le residenze locali dei vari daimyō. Lo stesso toponimo Shiodome significa letteralmente "sottratto alla marea".

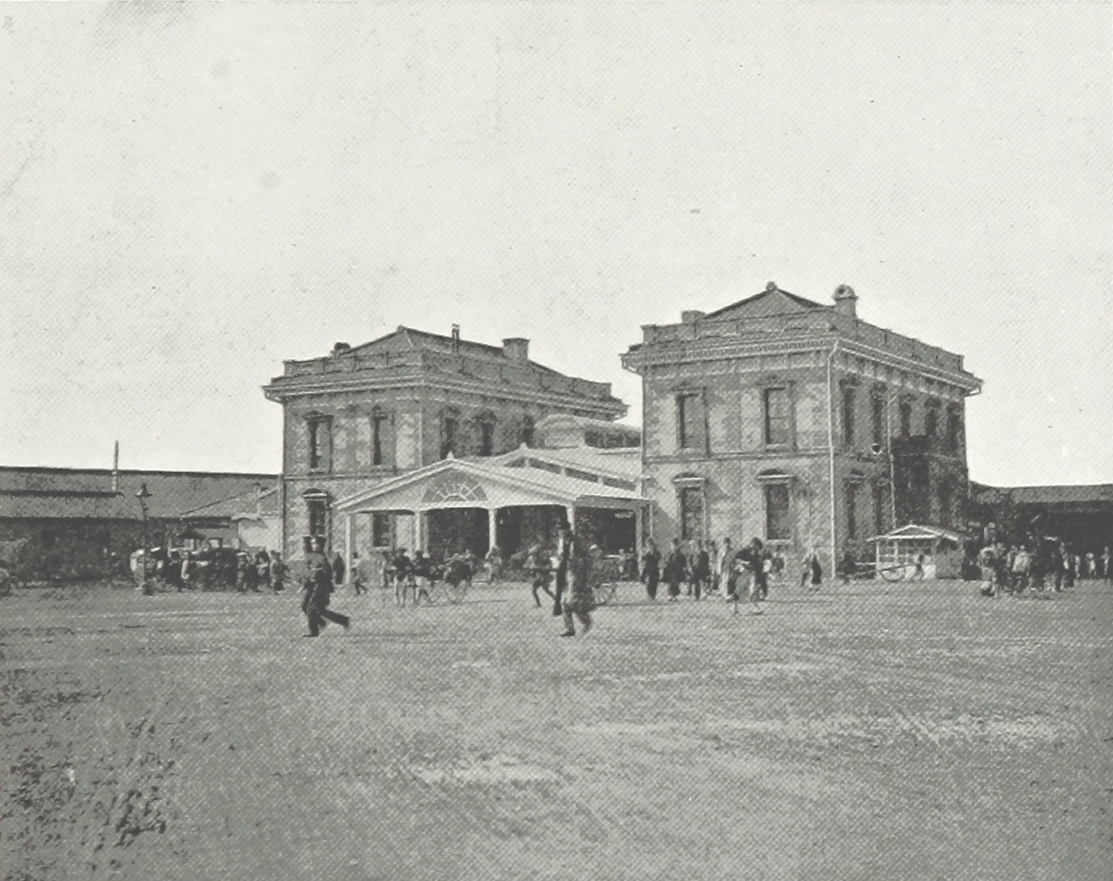
L'originale stazione di Shinbashi nel 1899

Dopo la restaurazione Meiji il nuovo governo imperiale espropriò le terre daimyō situate a Shiodome per costruire l'allora stazione di Shinbashi, utilizzata dal 1872 fino al 1914 come capolinea della linea principale Tōkaidō, la prima linea ferroviaria istituita in Giappone. Nel 1914 la linea fu estesa alla stazione di Tokyo, il terminal passeggeri di Shiodome chiuso e la stazione di Karasumori sulla linea Yamanote ribattezzata con il nome di stazione di Shinbashi.
La stazione di Shiodome rimase comunque lo scalo merci principale per Tokyo durante tutta la seconda guerra mondiale, nonostante il grande terremoto del Kantō distrusse il terminal passeggeri originale. Nel 1936, con l'apertura del mercato ittico di Tsukiji, lo scalo acquisì rinnovata importanza all'interno della rete commerciale di Tokyo.
Lo sviluppo della rete autostradale in Giappone dopo la guerra comportò la graduale diminuzione dell'importanza del trasporto merci ferroviario. La stazione di Shiodome fu ufficialmente chiusa nell'ottobre 1987, poco dopo la privatizzazione delle Ferrovie Nazionali Giapponesi (JNR). L'impianto di 22 ettari, uno dei più grandi appezzamenti di terreno aperto nel centro di Tokyo, passò in mano alla JNR Settlement Corporation nel 1988 per poi venire successivamente messo in vendita, al fine di adempiere in parte alle passività della JNR.

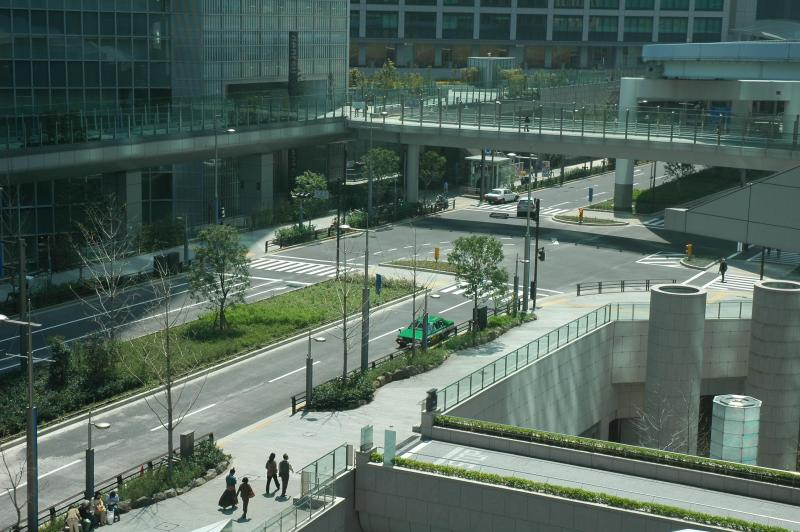
Le vie di Shiodome

Il governo giapponese e il governo metropolitano di Tokyo tennero una serie di sessioni di revisione tra il 1984 e il 1995 prima di stabilire un piano di riqualificazione. A partire dal 2002 tredici grattacieli furono costruiti nell'area di Shiodome, così come un certo numero di piccoli edifici, andando a formare una nuova area urbana. La vecchia stazione di Shinbashi fu ricostruita in qualità di attrazione turistica, e non è operativa.

## Monumenti e luoghi d'interesse
L'area di Shiodome consta di numerosi quartieri più piccoli, i quali possono essere suddivisi principalmente in tre grandi zone: Shiodome Sio-Site (汐留シオサイト?, Shiodome Shiosaito), un complesso di grattacieli che ospitano per lo più aziende, alberghi e ristoranti; la zona occidentale, situata a ovest dei binari della JR e costituita da edifici in stile europeo; la zona meridionale, un'area residenziale situata a est dei binari della JR.
Tra gli edifici di maggiore interesse vi sono lo Shiodome City Center, il cui interno ospita numerose compagnie giapponesi di prima fascia come All Nippon Airways e Fujitsu, l'Acty Shiodome, che con i suoi 190 m rappresenta il più grande edificio residenziale del Giappone, il Dentsu Building, sede della Dentsu e dell'Advertising Museum, la Nittele Tower, sede della Nippon Television, lo Shiodome Sumitomo Building, quartier generale della Sega Sammy Holdings, il Tokyo Shiodome Building, sede della SoftBank e di numerose compagnie sussidiarie, e la Shiodome Media Tower, sede tra le altre della Kyodo News.
Nella parte occidentale si trova la cosiddetta Italian Town, una zona vagamente rassomigliante un quartiere di una città italiana, all'interno del quale trovano spazio ristoranti, café, piccoli negozi e boutique di moda. Sul lato nord-ovest degli alti grattacieli si trova inoltre il giardino di Hamarikyū.

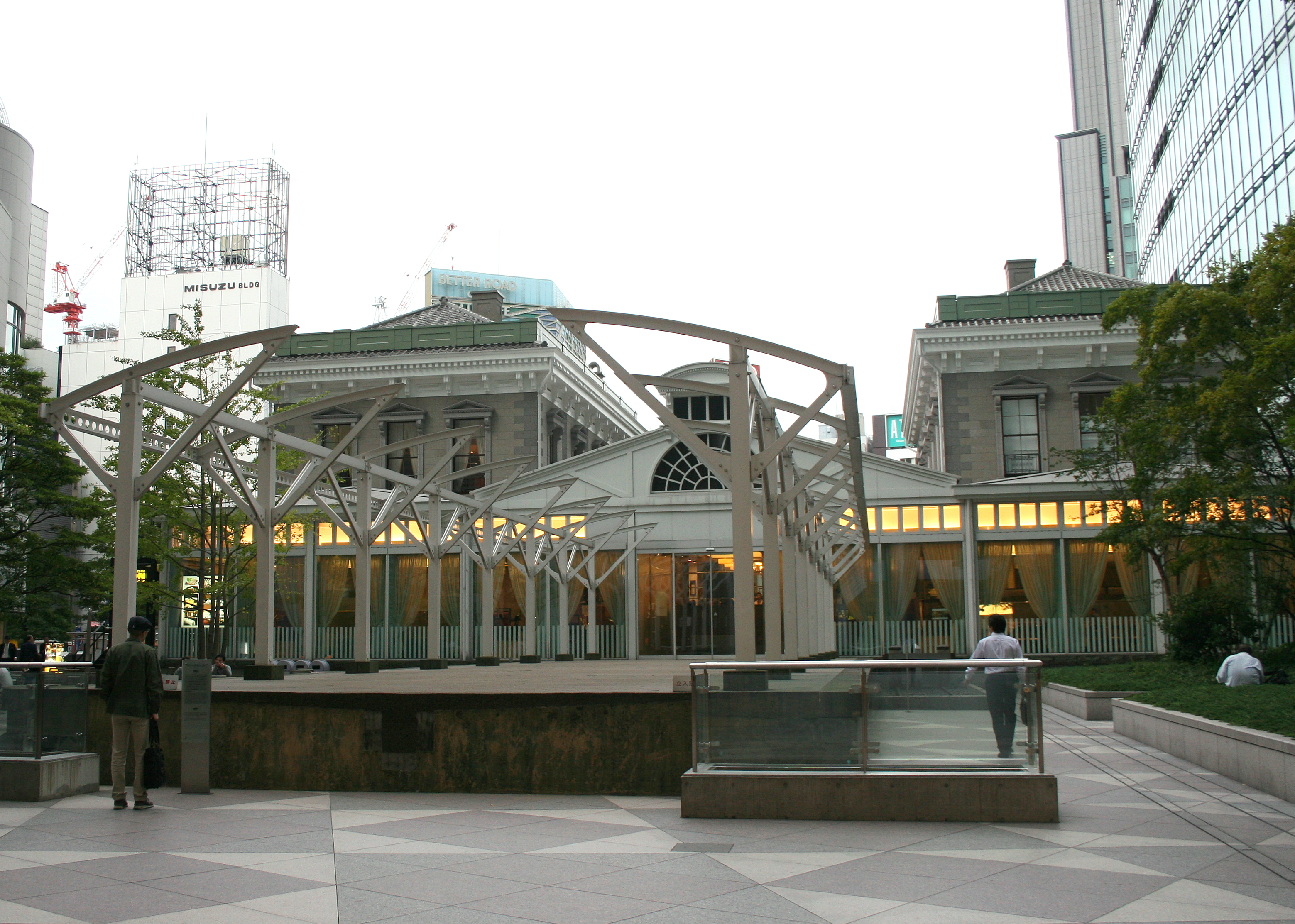
Ricostruzione della vecchia stazione di Shinbashi
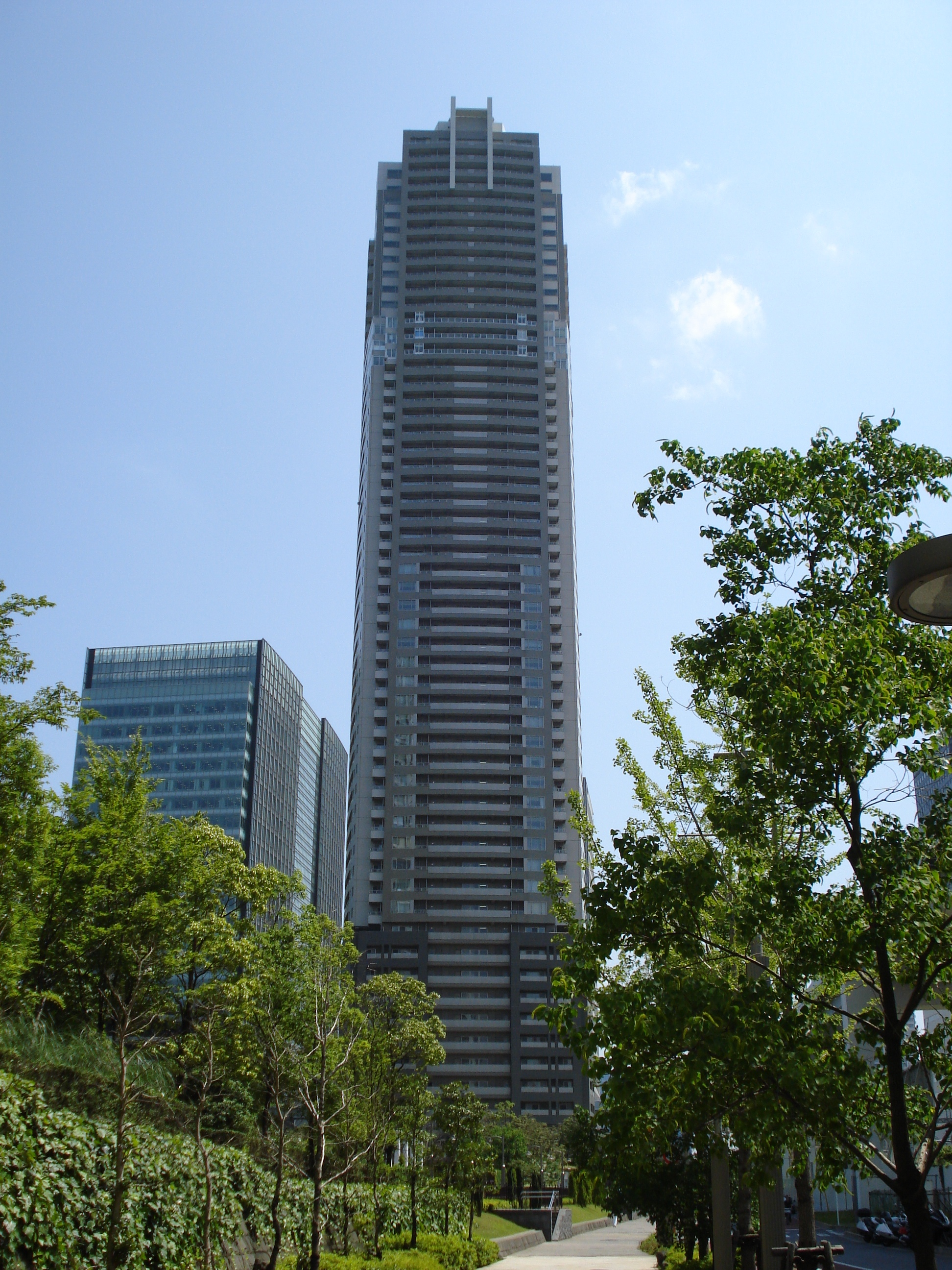
Acty Shiodome
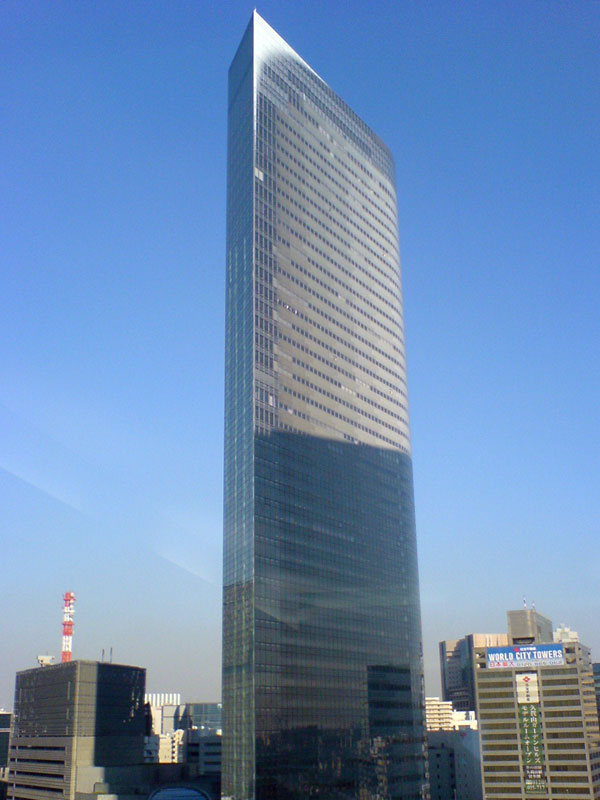
Dentsu Building
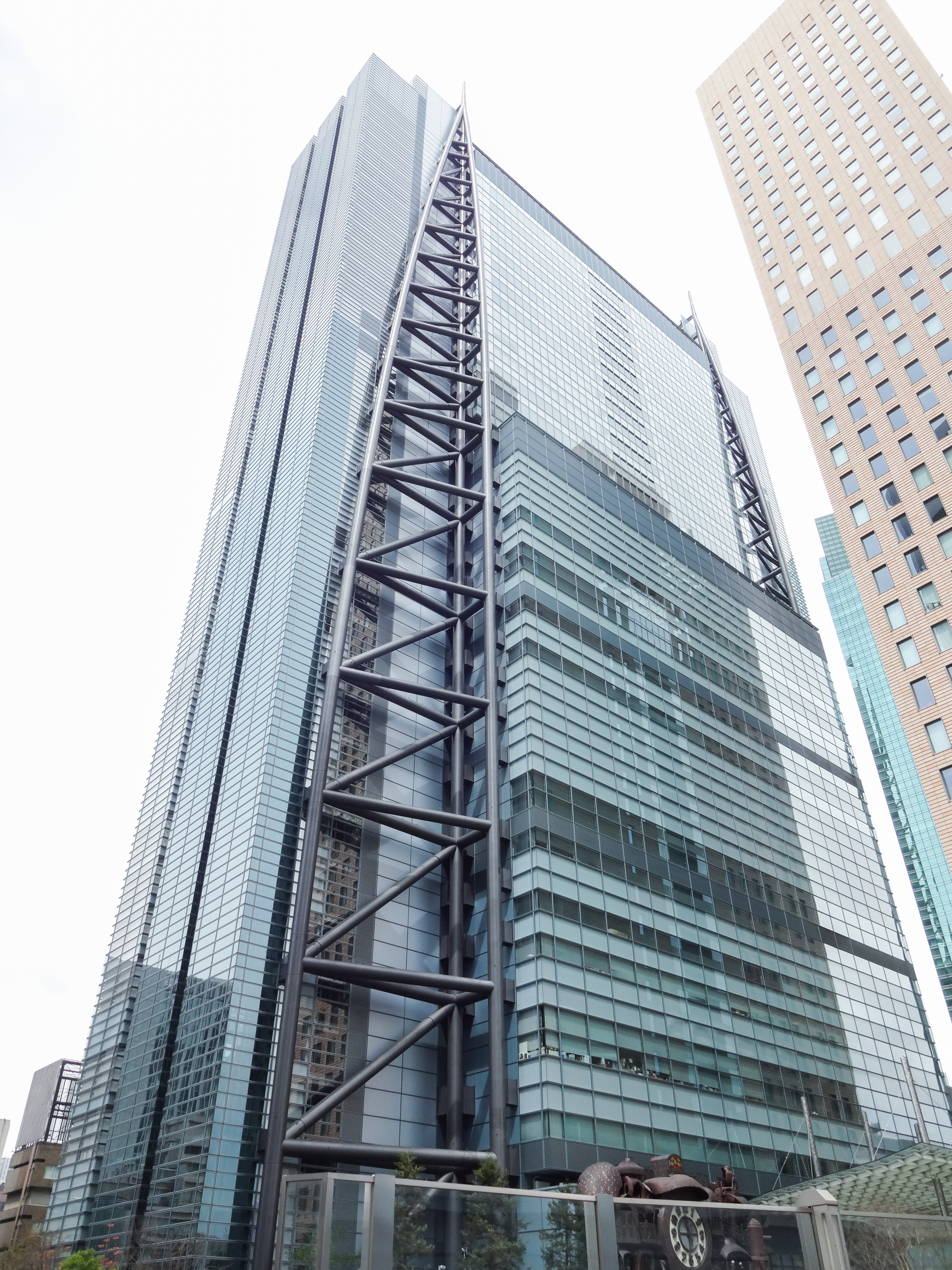
Nittele Tower
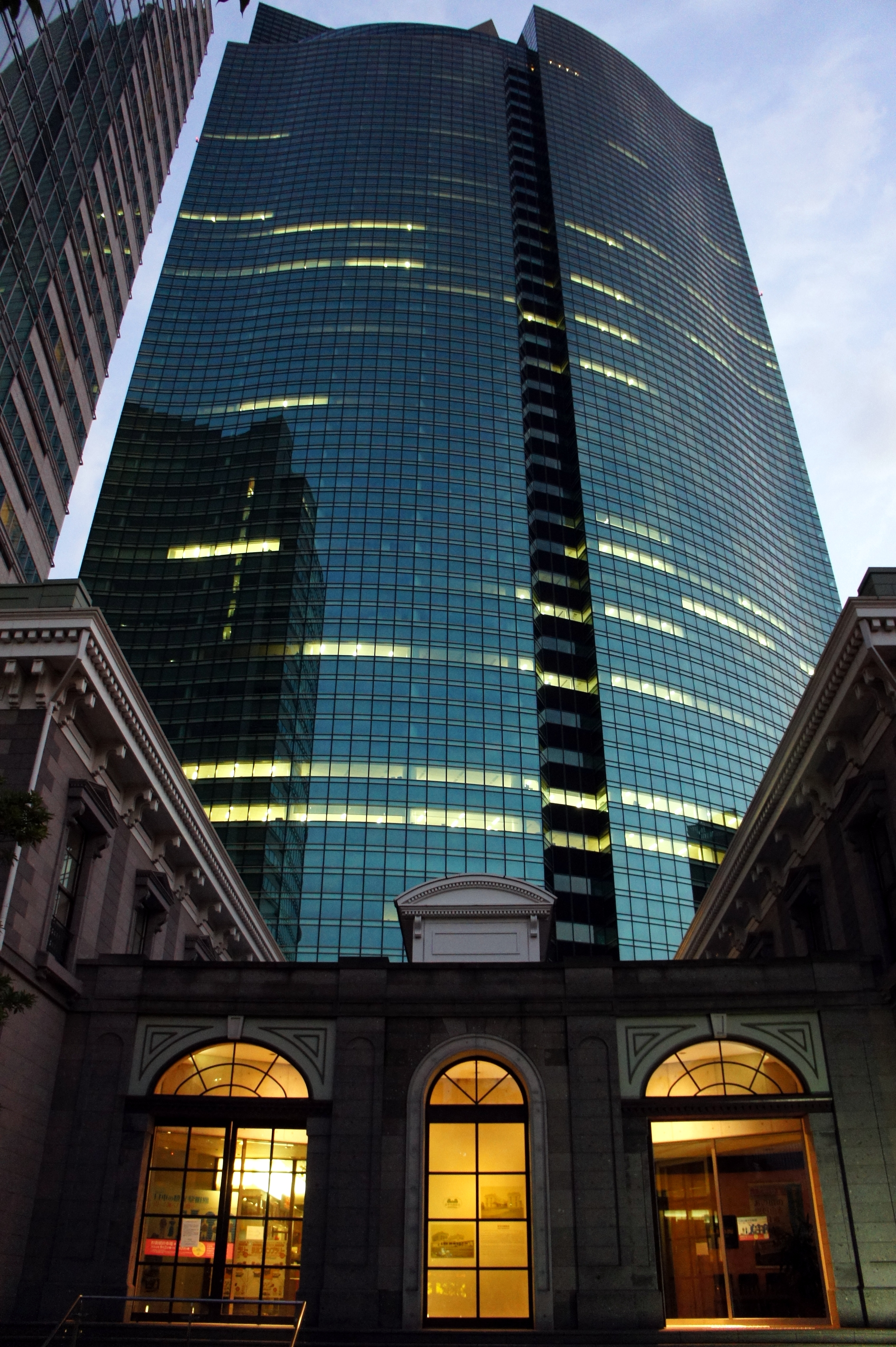
Shiodome City Center
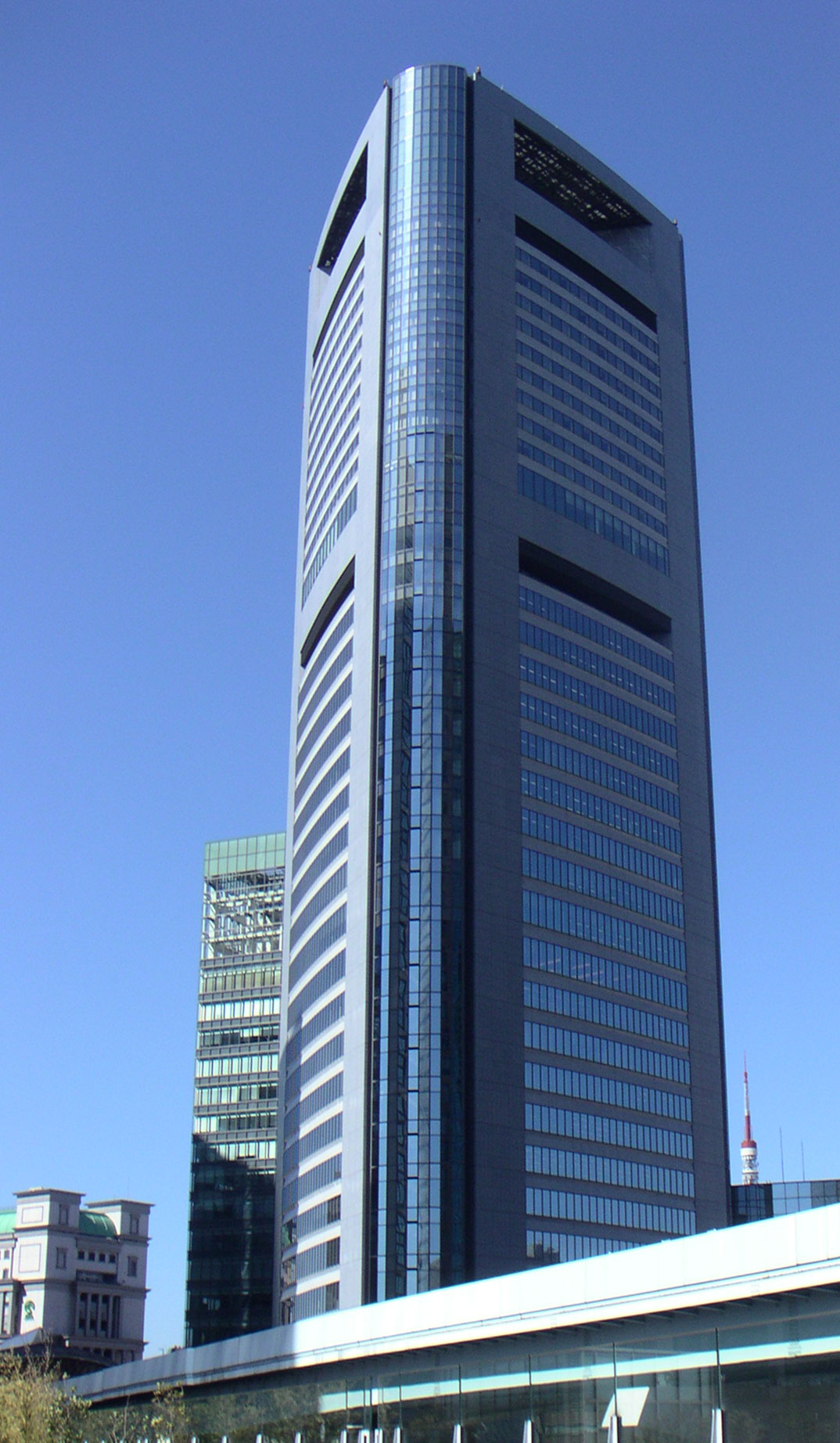
Shiodome Media Tower
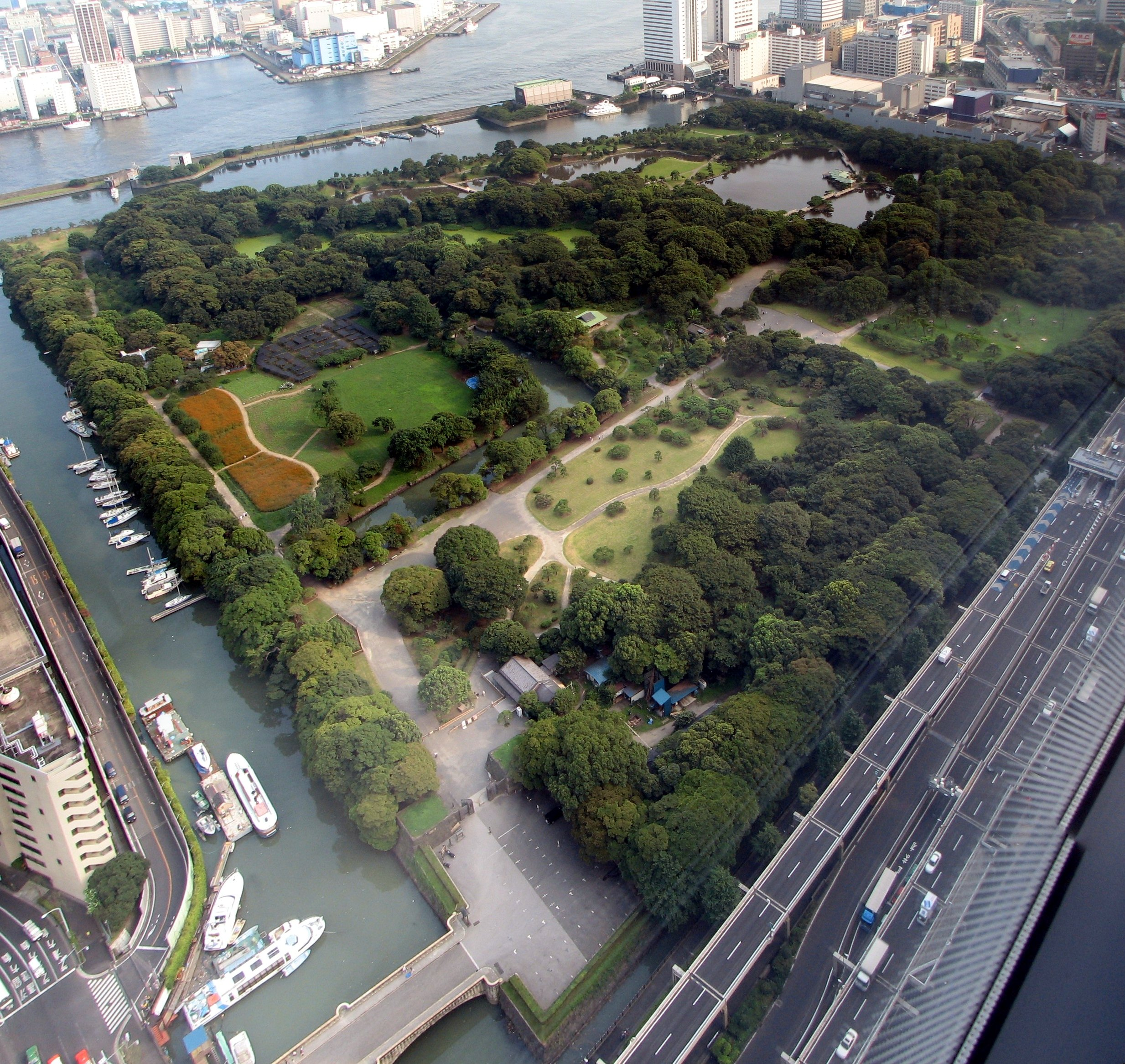
Giardino di Hamarikyū

## Servizi

### Stazioni
- Stazione di Shiodome (Yurikamome, Toei Linea Ōedo)
- Stazione di Shinbashi (Linea Yamanote, Linea Keihin-Tōhoku, Linea Asakusa, Linea Ginza)